# Óscar Puente
Óscar Puente Santiago, né le 15 novembre 1968 à Valladolid (Castille-et-Léon), est un avocat et un homme politique espagnol, membre du Parti socialiste ouvrier espagnol (PSOE).
Il est maire de Valladolid entre 2015 et 2023.

## Biographie
Óscar Puente obtient, en 1993, une licence de droit à l'université de Valladolid. Il est marié et est père de 2 enfants.

### Maire de Valladolid
Le 13 juin 2015, Óscar Puente est élu maire de Valladolid par le conseil municipal avec le soutien des conseillers municipaux de la gauche unie et de Podemos. Il bat les candidats du PP et de C's par 15 voix contre respectivement 12 et 2.
Il est réélu pour un second mandat lors des élections municipales de 2019.